# برونيسلافا ديلوسكا
برونيسلافا ديلوسكا (بالبولندية: Bronisława Dłuska)‏ (اسمها عند الولادة: سكلودوفسكا)، ولدت في 28 مارس من عام 1865، وتوفيت في 15 أبريل من عام 1939. هي طبيبة بولندية، والمؤسس المشارك وأول مدير لمعهد ماريا سكلودوفسكا كوري لعلم الأورام في وارسو. كانت متزوجة من الناشط السياسي كازيميرز دوسكي والشقيقة الكبرى للفيزيائية ماري كوري.

## السيرة الذاتية
ولدت برونيسلافا في 28 مارس من عام 1865، في وارسو لوالديها فلاديسلاف سكلودوفسكي وبرونيسلافا سكلودوفسكا، وكان كلاهما معلماً. هي ثاني أكبر أطفالهما الخمسة، إذ امتلكت ثلاث شقيقات هنَّ زوفيا وهيلينا وماري، وشقيقها جوزيف.
فقدت الأسرة ممتلكاتها وثرواتها من جانب كل من الأب والأم، بسبب الحركات في الانتفاضات الوطنية الحاصلة في بولندا والتي كانت تهدف إلى استعادة استقلال بولندا (كان آخرها انتفاضة يناير من عام 1836 وحتى عام 1865). خلَّف هذا نضالاً صعباً للجيل التالي من أجل المضي قدماً في الحياة.
كان جدها جوزيف سكلودوفسكي معلماً محترماً في لوبلين، إذ درس الشاب بوليسلاف بروس، الذي أصبح شخصية رائدة في الأدب البولندي. علًّم والدها فلاديسلاف سكلودوفسكي الرياضيات والفيزياء، وكان مديراً لاثنين من الصالات الرياضية للصبية في وارسو. ألغت السلطات الروسية التعليم المختبري في المدارس البولندية، فأحضر فلاديسلاف الكثير من المعدات إلى بيته، وعلم أبناءه استخدامها.
طُرد الأب في نهاية الأمر من قبل المشرفين الروس بسبب تأييده لبولندا، واضطر إلى شغل مناصب متدنية الأجر، إضافةً إلى خسارته المال مقابل استثمار سيء، فاختار أن يزيد دخله عن طريق إيواء الأولاد في منزله. كانت والدتها، برونيسلافا تدير مدرسة داخلية شهيرة للبنات في وارسو، واستقالت من منصبها بعد ولادة ابنتها ماريا. توفيت إثر إصابتها بمرض السل في مايو 1878، عندما كان عمر برونيسلافا 13 عاماً فقط، تاركةً المراهقة التي أصبحت أكبر امرأة في العائلة لرعاية كل من هيلينا وماريا وجوزيف، إذ أن أختها الأكبر زوفيا، كانت قد توفيت قبل أقل من ثلاث سنوات بسبب مرض التيفوس الذي أصيبت به من أحد القاطنين في المنزل.

## التعليم والحياة في باريس
تخرجت برونيسلافا في عام 1882 من المدرسة الثانوية حاصلة على ميدالية ذهبية، وأعطت دروساً خصوصية في الجامعة العائمة السرية لتمويل دراساتها المستقبلية، بعد أن عجزت عن الدراسة في مؤسسات التعليم العالي التي لا تقبل النساء. غادرت في عمر التاسعة عشرة إلى باريس، حيث درست الطب في جامعة السوربون. ساعدتها أختها ماريا مالياً بعد أن اتفقتا على أن ترد لها برونيسلافا المساعدة في المقابل عند مجيئها إلى باريس للدراسة.
تخرجت برونيسلافا في عام 1980، بصفتها أخصائية في طب النساء والتوليد، وتزوجت من زميلها الطبيب والسياسي المنفي كازيميرز دوسكي. كان الزوجان نشيطان في المجتمع المحلي، إذ أدارت بونيسلافيا عيادة طبية كان كثير من مرضاها من العمال وعائلاتهم، إلى جانب أن شقة الزوجين كانت عبارة عن «صالوناً ثقافياً» يجتمع فيه المنفيون والمهاجرون والمغتربون البولنديون.
أصرت برونيسلافا أن تأتي أختها ماريا إلى باريس في جامعة السوربون أيضاً في عام 1891، فعاشت ماريا معهما لقترة من الوقت قبل أن تستأجر علية أقرب إلى الجامعة، إذ كان يلزمها ساعة من الوقت في العربة التي تستقلها من شقة برونيسلافا.
أنجب الزوجان ابنتهما الأولى هيلينا في عام 1892، ثم ابنهما جاكوب بعد بضع سنوات.

## العودة إلى بولندا
عادت برونيسلافا برفقة زوجها إلى بولندا في عام 1898، لإقامة مصحة رئوية في منتجع جبال تاترا الجنوبية في مدينة زكوبن، ولم يُسمح لكازيميرز بالسفر إلى القسم الروسي من بولندا.
كان الروائي البولندي جوزيف كونراد الذي كتب رواياته باللغة الإنكليزية، أحد أبرز زوار زكوبن في الحرب العالمية الأولى، منذ أوائل شهر أغسطس عام 1914، إذ لجأ إليها مع أسرته. وبًّخته برونيسلافا ديلوكسا لاستخدامه موهبته الأدبية العظيمة لأغراض أخرى غير تحسين مستقبل بلده الأصلي بولندا، الذي كان قد غادره في عمر السادسة عشرة.
استعادت بولندا استقلالها بعد الحرب العالمية الأولى، وانضم كازيميرز إلى المندوبين البولنديين في مؤتمر فرساي للسلام عام 1919. أصبحت برونيسلافا الآن حرة في العودة إلى وارسو التي لم تعد خاضعة للحكم الروسي، وأنشأت مصحة للوقاية من السل في ضاحية أنين في مدينة وارسو.
بدأت ماريا والمعروفة في فرنسا باسم ماري العمل على إنشاء مركز بحوث الراديوم الثاني في وارسو، بعد الافتتاح الناجح لمركز الراديوم الأول في باريس في عام 1918، ووضعت حجر الأساس لأعمال البناء في عام 1925 لتكون مديرته برونيسلافا التي أشرفت على البناء والتوظيف، في حين عملت ماريا على جمع الأموال في الولايات المتحدة الأمريكية وأماكن أخرى، وعلى الرغم من وفاة زوجها كازيميرز في عام 1930، استمرت برونيسلافا في إدارة هذه المنشأة والإشراف عليها. افتُتح المركز رسمياً في 29 مايو من عام 1932، وكانت برونيسلافا المدير الأول له.

## وفاتها
توفيت برونيسلافا في 15 أبريل من عام 1939. دُفنت في مقبرة العائلة مع والديها وأختيها زوفينا وهيلينا، وشقيقها جوزيف.